# Kanton Trun
Kanton Trun (francouzsky Canton de Trun) byl francouzský kanton v departementu Orne v regionu Dolní Normandie. Tvořilo ho 22 obcí. Zrušen byl po reformě kantonů 2014.

## Obce kantonu
- Aubry-en-Exmes
- Bailleul
- Brieux
- Chambois
- Coudehard
- Coulonces
- Écorches
- Fontaine-les-Bassets
- Guêprei
- Louvières-en-Auge
- Merri
- Montabard
- Mont-Ormel
- Montreuil-la-Cambe
- Neauphe-sur-Dive
- Nécy
- Ommoy
- Saint-Gervais-des-Sablons
- Saint-Lambert-sur-Dive
- Tournai-sur-Dive
- Trun
- Villedieu-lès-Bailleul